# Audacia Margarethe
Audacia Margarethe (* 1196; † 1270) war eine polnische Prinzessin und Gräfin von Schwerin. Sie entstammte dem Adelsgeschlecht der großpolnischen Piasten und heiratete in das Geschlecht der Schwerin ein.

## Leben
Audacia war eine Tochter von Herzog Bolesław Mieszkowic von Großpolen († 1195) und Dobroslawa von Schlawe. Sie war die Schwester von Wierzchosława Bolesławówna und der namentlich nicht bekannten Ehefrau von Jaksa von Gützkow. Sie wurde nach ihrer Großmutter Eudoxia von Kiew, jedoch in latinisierter Form, benannt. Audacia war eine großzügige Stifterin und erreichte ein ansehnliches Alter.

## Ehe und Familie
Audacia heiratete um 1208 Heinrich I. von Schwerin. Nach seinem Tod 1228 führte sie die Regentschaft für ihre unmündigen Söhne. Sie hatte mit ihrem Ehemann sieben Kinder:
- Gunzelin III.
- Helmold (II.)
- Mathilde
- Ermengarda
- drei namentlich nicht bekannte Töchter